# Avord

Avord este o comună în departamentul Cher, Franța. În 1 ianuarie 2022 avea o populație de 2.908 de locuitori.